# クリス・ウッド (ロックミュージシャン)
クリス・ウッド（Chris Wood、1944年6月24日 - 1983年7月12日）は、イングランドのバーミンガム出身のロック・ミュージシャン。木管楽器奏者。主にイングランドのロックバンドであるトラフィックのメンバーとして知られている。

## 経歴

### 生い立ちと黎明期
バーミンガム郊外のクイントンで生まれた。幼少期から音楽と絵画に興味を示した。15歳の時に独学でフルートとサクソフォーンの演奏を始めた。
バーミンガム出身のミュージシャン、クリスティン・パーフェクト（後のクリスティン・マクヴィー）、カール・パーマー、スタン・ウェッブ、マイク・ケリーと共に地元で演奏を始めた。
1964年、シェード・オブ・ブルーでクリスティン・パーフェクト、1965年から1966年にかけてロコモーティヴでマイク・ケリーと共演した。

### トラフィック
1967年、スティーヴ・ウィンウッド、ジム・キャパルディ、デイヴ・メイスンとトラフィックを結成。
1968年、ウィンウッド、メイスンと共にジミ・ヘンドリックス・エクスペリエンスのアルバム『エレクトリック・レディランド』のレコーディングに参加した。
1969年にトラフィックが解散した後、メイスン、キャパルディ、ミック・ウィーバー（Mick Weaver）と、メイスン・キャパルディ・ウッド&フロッグ（Mason, Capaldi, Wood and Frog）を結成。1970年、のちに妻となるジャネット・ジェイコブズやウィンウッドと共にジンジャー・ベイカーズ・エア・フォースに加入して、デビュー・アルバムの制作に参加した。
1970年、ウィンウッド、キャパルディと共にトラフィックを再結成して、1974年の解散まで活動を続けた。

### その後
1982年、元妻のジャネットがてんかん発作で死去。当時、二人は既に離婚していたが、彼女の死は彼に大きな衝撃を与えた。
彼はアルコールなどの中毒症状に悩まされて飲酒を減らしたが、薬によってさらに合併症が引き起こされた。

### 死
1983年、バーミンガムのクイーン・エリザベス病院で肺炎によって死去。享年39歳。
当時制作されていたソロ・アルバムは、彼の死によって未完成のまま残された。

## 死後
1994年、ウィンウッドとキャパルディがトラフィック名義で彼に捧げたアルバム『ファー・フロム・ホーム』を発表。ジャケットの中央に立っている棒人間の絵は、彼がフルートを演奏する姿を象徴している。
2004年、トラフィックがロックの殿堂入りを果たし、ウッドはウィンウッド、メイスン、キャパルディと共に受賞者に選ばれた。授賞式には妹ステファニーが代理で出席した。
2008年、ステファニーやウィンウッドらの協力のもと、未発表音源の編集CD『バルカン』が発表された。
2017年、記念ボックスセット『イヴニング・ブルー』が1000部発売された。

## ディスコグラフィ

### ソロ・アルバム
- 『バルカン』 - Vulcan (2008年) ※1983年録音

### ジンジャー・ベイカーズ・エア・フォース
- 『ジンジャー・ベイカーズ・エア・フォース』 - Ginger Baker's Air Force (1970年)